# Халојзит
Халојзит (Halloysite, Al2(Si2O5)(OH)4) минерал је који спада у подгрупу каолинита. Поред елемната који улазе у хемијски састав, Al, Si, H2O, халојзит често садржи мање количине примеса: Cr, Ni, Zn, Ca, Mg, Cu и Fe. Кристалише моноклинично. Боје је беле са жутим или црвенкастим нијансама. Сјај халојзита је сличан сјају воска. Тврдине је 2. Јавља се у микрокристаластим, само помоћу електронске микроскопије, видљивим агрегатима, ретко кристалима. Приликом раста кристала долази до повијања листова тако да се образују цевчице ваљкастог облика. Јавља се често и у бубрежастим или у земљастим масама. Настаје егзогено са каолинитом и илитом.

## Хемизам
Хемијски састав халојзита је прилично постојан. Могу се јавити варијатети са Cr и Ni. Варијатет са Cr назива се милошином, а са Ni-Ni халојзит.

## Физичке особине
У погледу боје, чисти халојзити су истоветни са каолинитом. Милошин је карактеристичне плаве боје, док је Ni-халојзит зелен до плаво зелен. Прозрачан до провидан минерал, стакластог сјаја. Агрегати показују мат сјај. Тврдине 1-2, а специфицне масе 2,20.

## Дијагностичке особине
Халојзитске глине се микроскопски веома тешко разликују од каолинитских. За идентификацију халојзита, потребно је применити посебне методе истраживања.

## Постанак, парагенеза
Халојзит је сличног постанка као и каолинит. Може постати и хидротермалним путем, нарочито у вези са околорудним хидротермалним променама као и седиментне. Парагенетски се може јавити у мешаним глинама заједно са каолинитом, хидролискунима илитског типа, градећи каолинитско-халојзитске или халојзитско-каолинитске глине.

## Грађа слоја халојзита
Слој халојзита је исти као и слој каолинита. Један тетраедарски и један октаедарски лист изграћују 1:1 тип слоја или Т-О структуру. Дебљина слоја је 10,1 Å. 
У нормалним атмосферским условима халојзит континуирано губи воду, те из потпуно хидратисаног стања и дехидратисаног стања постоје прелази. Ако је температура 50 °C, или ако је релативна влажност ваздуха нижа од 50%, халојзит губи воду из међуслојног простора. Први прелаз халојзита је полухидратисани халојзит са дебљином слоја 10 Å а затим дехидрисани халојзит са дебљином слоја 7,2 Å.
Ове особине халојзита јако се одражавају на особине земљишта. Процес губљења воде је неповратан због чега је халојзит нестабилан и временом прелази у каолинит. 
Од каолинита се разликује по садржају молекула H2O у међуслојном простору.

## Распрострањеност, примена
Каолинитско-халојзитске глине јављају се у околини Аранђеловца. Хидротермални халојзит се јављају у вези са околурним изменама вулканита неких Pb, Zn лежишта. Такав је случај са појавама у околини Новог Брда, Рудника итд. Милошин се јавља у околини Такова и на Авали.
Примењује се у производњи керамике, порцелана, цемента, у индустрији текстила, гуме, боја и пестицида.